# Fnatic
Fnatic (vyslovováno „fanatik“; psáno též fnatic) je britská organizace zabývající se elektronickým sportem. Byla založena 23. července 2004. Skládala se z hráčů z celého světa hrajících počítačové hry, jako je například Counter-Strike: Global Offensive (Counter-Strike 2), League of Legends či Dota 2.

## Hráčské sestavy
Counter-Strike 2
| Hráč                      |
| ------------------------- |
| Freddy "KRIMZ" Johansson  |
| Alexandre "bodyy" Pianaro |
| Tim "nawwk" Jonasson      |
| Benjamin "blameF" Bremer  |
| Matúš "MATYS" Šimko       |

| Hráč                           |
| ------------------------------ |
| Jack "Jackinho" Ström Mattsson |
| Jesper "JW" Wecksell           |
| Freddy "KRIMZ" Johansson       |
| Maikil "Golden" Selim          |
| Ludvig "Brollan" Brolin        |

| Alias        | Jméno           | Datum vstupu       | Datum odchodu  | Přestup do týmu   |
| ------------ | --------------- | ------------------ | -------------- | ----------------- |
| twist        | Simon Eliasson  | 15. srpna 2016     | 4. února 2017  | GODSENT           |
| disco doplan | Joakim Gidetun  | 3. listopadu 2016  | 4. února 2017  | GODSENT           |
| olofmeister  | Olof Kajbjer    | 30. června 2014    | 20. srpna 2017 | FaZe Clan         |
| dennis       | Dennis Edman    | 12. listopadu 2015 | 21. srpna 2017 | GODSENT           |
| Lekr0        | Jonas Olofsson  | 21. srpna 2017     | 5. června 2018 | Ninjas in Pyjamas |
| Golden       | Maikil Selim    | 20. srpna 2017     | 8. srpna 2018  | Cloud9            |
| flusha       | Robin Rönnquist | 4. února 2017      | 12. dubna 2021 |                   |

| ID     | Jméno                 | Datum vstupu      |
| ------ | --------------------- | ----------------- |
| Raven  | Marc Polo Luis Fausto | 28. července 2020 |
| Moon   | Kam Boon Seng         | 4. září 2019      |
| ChYuan | Ng Kee Chyuan         | 10. dubna 2021    |
| Jabz   | Anucha Jirawong       | 13. října 2020    |
| DJ     | Djardel Mampusti      | 4. dubna 2017     |

| ID       | Jméno            | Datum vstupu       |
| -------- | ---------------- | ------------------ |
| Breez    | Pontus Sjögren   | 30. července 2015  |
| SmX      | Filip Liljeström | 26. listopadu 2015 |
| Ménè     | Thomas Cailleux  | 17. listopadu 2017 |
| scHwimpi | Simon Svensson   | 24. května 2018    |
| LastHope | Petar Kovačević  | 24. května 2018    |

| Hráči     | Jméno                  | Role v týmu | Datum přistoupení |
| --------- | ---------------------- | ----------- | ----------------- |
| Oscarinin | Óscar Muñoz Jiménez    | Toplane     | 2. března 2023    |
| Razork    | Iván Martín Díaz       | Jungle      | 10. prosince 2021 |
| Humanoid  | Marek Brázda           | Midlane     | 1. ledna 2022     |
| Noah      | Oh Hyeon-taek (오현택) | Botlane     | 10. června 2023   |
| Jun       | Yoon Se-jun (윤세준)   | Support     | 2. prosince 2023  |

Sekce hry Starcraft II se rozpadla 3. dubna 2015.
Sekce hry SMITE se rozpadla během roku 2016 kvůli nedostatečným výsledkům.